# シャーリー・ブルーマー
シャーリー・ブルーマー・ブラッシャー（Shirley Bloomer Brasher, 1934年6月13日 - ）は、イングランド・リンカンシャー州グリムズビー出身の女子テニス選手。1957年の全仏選手権女子シングルス優勝者である。全仏選手権では女子シングルス・女子ダブルス・混合ダブルスの3部門で1勝ずつを挙げ、全部門制覇を達成した。ウィンブルドン選手権でも、1955年に女子ダブルス準優勝がある。彼女はいろいろな種類のコートで好成績を出せるタイプの選手で、1950年代はまだ少なかったハードコートを最も得意にした。シングルス自己最高ランキングは3位（1957年）。彼女は1959年に、1956年メルボルン五輪3000m障害の金メダリストであるクリス・ブラッシャーと結婚した。娘のケイト・ブラッシャーはプロテニス選手である。
ブルーマーが地元開催のウィンブルドン選手権に出場し始めたのは、1952年からであった。3年後の1955年、ブルーマーは全仏選手権で初めてシングルスのベスト8に入り、全仏選手権とウィンブルドン選手権の女子ダブルスでパトリシア・ウォードとペアを組んで準優勝した。この年から、彼女は全米選手権にも遠征を始める。1956年度の成績は、全仏選手権ベスト8・ウィンブルドン選手権ベスト8に続いて、全米選手権で初のベスト4進出があった。全米準決勝では、ブルーマーはシャーリー・フライに 4-6, 4-6 で敗れた。
1957年の全仏選手権で、シャーリー・ブルーマーは初めて第1シードに選ばれ、決勝でドロシー・ヘッド・ノード（アメリカ）を 6-1, 6-3 のストレートで破って初優勝した。この大会ではダーリーン・ハード（アメリカ）と組んだ女子ダブルスでも優勝し、単複2冠を獲得した。全仏で優勝した1957年は「全英ハードコート選手権」でシングルス・ダブルス優勝、イタリアン・オープン優勝などがあり、全米選手権でも2年連続のベスト8に入った。しかし、翌年の1958年全仏選手権決勝で、ブルーマーはハンガリーのジュジャ・ケルメツィに 4-6, 6-1, 2-6 で敗れ、大会2連覇を逃した。この大会では、混合ダブルスでニコラ・ピエトランジェリ（イタリア）とペアを組んで優勝している。この年はウィンブルドン選手権で2年ぶり2度目のベスト8に入ったが、全米選手権には出場しなかった。
ブルーマーは1959年に陸上競技選手のクリス・ブラッシャーと結婚し、その後は「シャーリー・ブラッシャー」（Shirley Brasher）と名乗った。結婚の年を最後に、彼女は全仏選手権と全米選手権から撤退するが、最後は両大会とも3回戦敗退で終わった。ウィンブルドン選手権にはその後も断続的に出場し、1966年と1968年に4回戦まで進んでいるが、この大会では1956年・1958年のベスト8が自己最高成績である。2003年2月28日には夫のクリスを亡くしている。

## 主な成績
- 全仏選手権　女子シングルス：1勝（1957年）／女子ダブルス：1勝（1957年）／混合ダブルス：1勝（1958年）
- ウィンブルドン選手権　女子ダブルス準優勝：1955年
- 全米選手権　女子シングルス・ベスト4：1956年